# Roller coaster

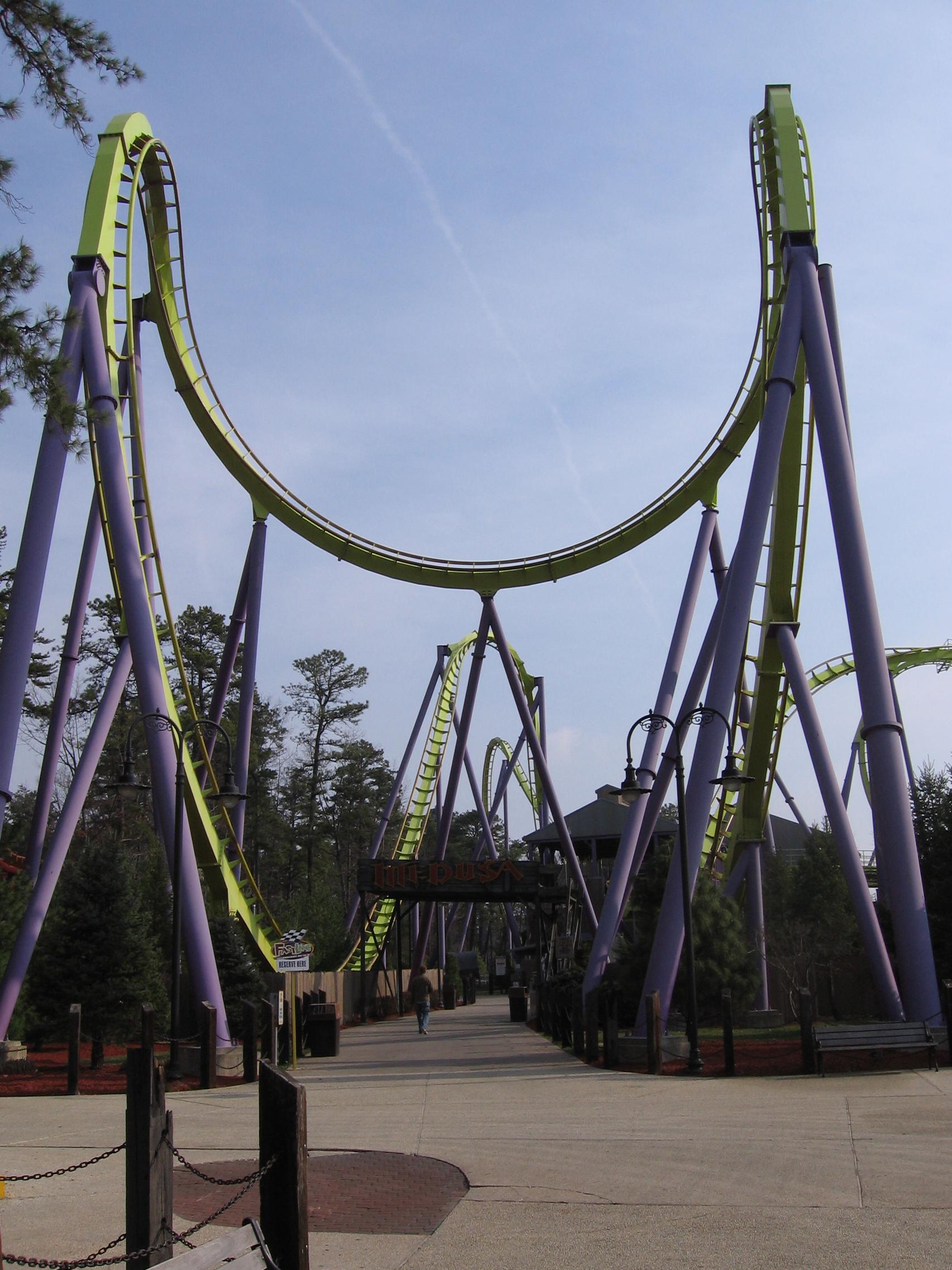
Medusa — montagnes russes din parcul de distracție Six Flags Great Adventure.

Prin termenul roller coaster sau montagnes russes (munți rusești, la plural în limba franceză) se înțelege un tip popular de distracție dezvoltată pentru parcuri de distracție și parcuri tematice moderne. LaMarcus Adna Thompson a brevetat primii montagnes russes la data de 20 ianuarie 1885. Există implementări virtuale și versiuni online ale jocurilor de simulatoare de montagnes russes.